# 丑海参
丑海参（学名：Holothuria impatiens）为海参科海参属的动物。分布于热带海、从地中海、莫桑比克经印度洋、太平洋到夏威夷、加拉巴哥斯群岛、巴拿马、西印度群岛从百慕大群岛到特里尼达、台湾岛以及中国大陆的海南岛、西沙群岛等地，多栖息于低潮区的珊瑚礁或石下。该物种的模式产地在红海。